# ناتالیا سادووا
ناتالیا سادووا (روسی: Наталья Ивановна Садова؛ زادهٔ ۱۵ ژوئیه ۱۹۷۲) پرتاب‌گر دیسک سابق اهل روسیه است.
از افتخارات وی میتوان به کسب مدال طلا پرتاب دیسک در بازی‌های المپیک تابستانی ۲۰۰۴ اشاره کرد.